# هواينان
هواينان (بالصينية: 淮南) هي مدينة من مدن الصين. يبلغ عدد سكانها 2333896 نسمة حسب إحصائيات سنة 2010. تبلغ مساحتها 5533 كم².

## المناخ
يظهر الجدول التالي التغييرات المناخية على مدار السنة لهواينان:
| البيانات المناخية لـهواينان       | البيانات المناخية لـهواينان | البيانات المناخية لـهواينان | البيانات المناخية لـهواينان | البيانات المناخية لـهواينان | البيانات المناخية لـهواينان | البيانات المناخية لـهواينان | البيانات المناخية لـهواينان | البيانات المناخية لـهواينان | البيانات المناخية لـهواينان | البيانات المناخية لـهواينان | البيانات المناخية لـهواينان | البيانات المناخية لـهواينان | البيانات المناخية لـهواينان |
| الشهر                             | يناير                       | فبراير                      | مارس                        | أبريل                       | مايو                        | يونيو                       | يوليو                       | أغسطس                       | سبتمبر                      | أكتوبر                      | نوفمبر                      | ديسمبر                      | المعدل السنوي               |
| --------------------------------- | --------------------------- | --------------------------- | --------------------------- | --------------------------- | --------------------------- | --------------------------- | --------------------------- | --------------------------- | --------------------------- | --------------------------- | --------------------------- | --------------------------- | --------------------------- |
| متوسط درجة الحرارة الكبرى °م (°ف) | 6.8 (44.2)                  | 9.2 (48.6)                  | 14.1 (57.4)                 | 21.0 (69.8)                 | 26.4 (79.5)                 | 30.1 (86.2)                 | 32.0 (89.6)                 | 31.0 (87.8)                 | 27.2 (81.0)                 | 21.9 (71.4)                 | 15.4 (59.7)                 | 9.0 (48.2)                  | 20.3 (68.5)                 |
| متوسط درجة الحرارة الصغرى °م (°ف) | −1 (30)                     | 1.1 (34.0)                  | 5.3 (41.5)                  | 11.3 (52.3)                 | 16.8 (62.2)                 | 21.5 (70.7)                 | 24.7 (76.5)                 | 23.6 (74.5)                 | 19.0 (66.2)                 | 12.8 (55.0)                 | 6.4 (43.5)                  | 0.7 (33.3)                  | 11.9 (53.4)                 |
| الهطول مم (إنش)                   | 24.2 (0.95)                 | 30.5 (1.20)                 | 50.6 (1.99)                 | 36.4 (1.43)                 | 60.5 (2.38)                 | 100.7 (3.96)                | 162.0 (6.38)                | 101.8 (4.01)                | 46.0 (1.81)                 | 39.5 (1.56)                 | 29.1 (1.15)                 | 16.7 (0.66)                 | 698.0 (27.48)               |
| المصدر:                           |                             |                             |                             |                             |                             |                             |                             |                             |                             |                             |                             |                             |                             |

## أعلام
- وانغ مين